# 西方狍
西方狍（英語：western roe deer），又稱歐洲狍（European roe deer），是分布于欧洲、小亚细亚和里海附近的鹿。此狍遍布欧洲各地，除斯堪的纳维亚极冷的最北部的一些岛屿，如冰岛和爱尔兰岛。在地中海沿岸地区，西方狍主要生活在山地，在平原或岛屿中很少见到。
此鹿与东方狍（Capreolus pygargus）同為狍屬，為不同物種，居住在不同地区。东方狍分布于乌拉尔山东边，直到西伯利亚和中国。这两个物种的分布区在高加索山脉碰头，西方狍分布在山脉南边，东方狍分布在山脉北边。

## 形態
西方狍是一种小鹿，体长仅为95－135公分，肩部65－75公分高，体重15－30公斤。
灰色面，体色泛红，夏天是红金色，冬天加深到棕色甚至黑色。腹部颜色较浅，靠近尾部有一丛白毛。雌狍的尾部毛是心形，雄狍则是肾形。真正的尾巴极短，仅有2－3公分，几乎看不见。受惊时，它们会放声大叫，并扬起尾部白毛。
只有雄狍有角，短而直，第一两年角不分支，只到5－12公分。高龄健康的雄狍的角可达20－25公分，两到三个分支，偶尔也能长出四个分支。和其它鹿不同，狍属动物的角掉了之后马上开始重长。

## 棲息及饮食

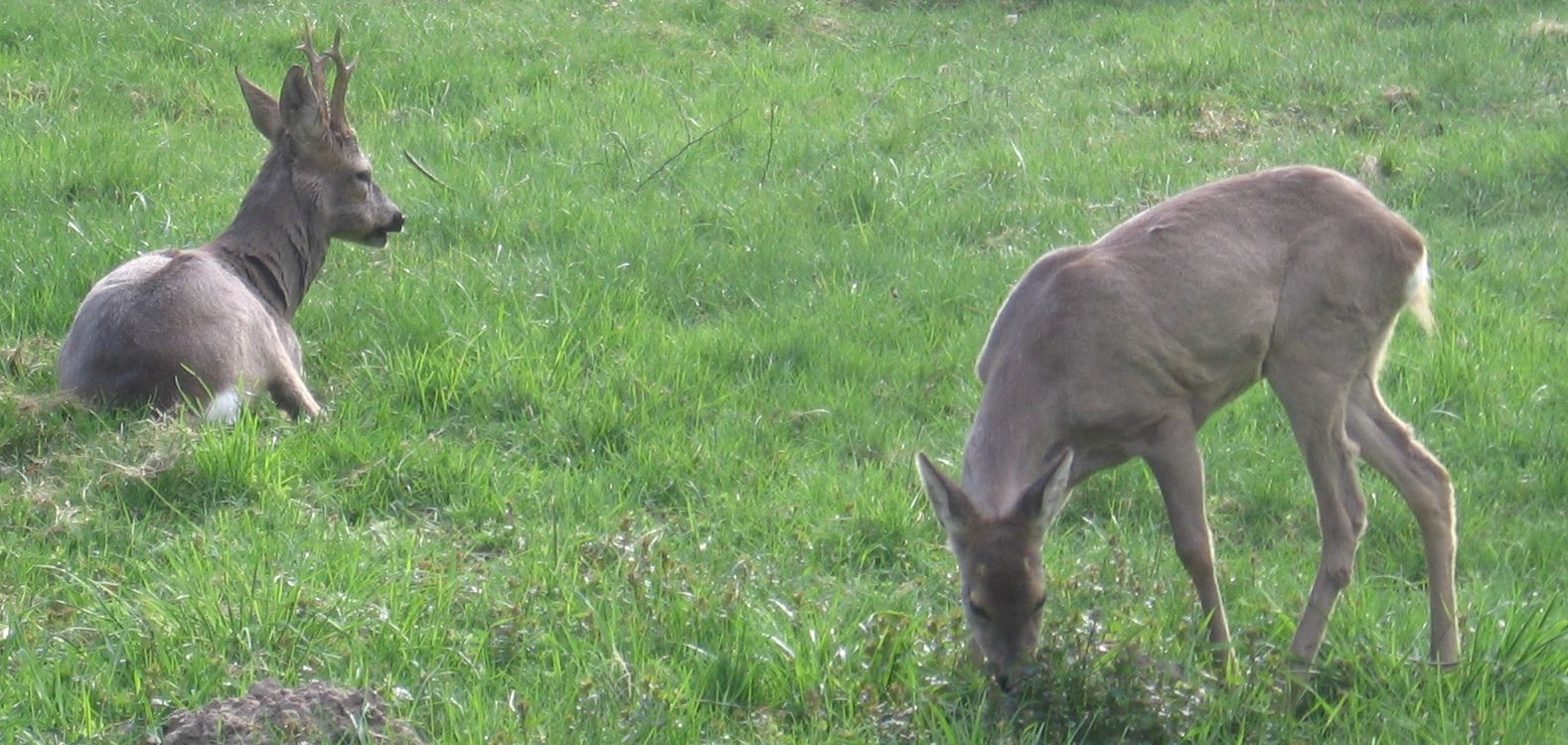
东欧的西方狍，四五月份

西方狍最爱傍晚时活动。主要出入在森林，但也可能到草地或树木稀疏的林区寻食。
主食草、树叶、莓果和嫩枝，尤其喜欢下雨之后吃水分高的嫩草。西方狍分布区演变很快。新石器时代，人类开始从事农业，伐木造田，当时有大量西方狍到这些新草地寻食。. 

## 繁殖

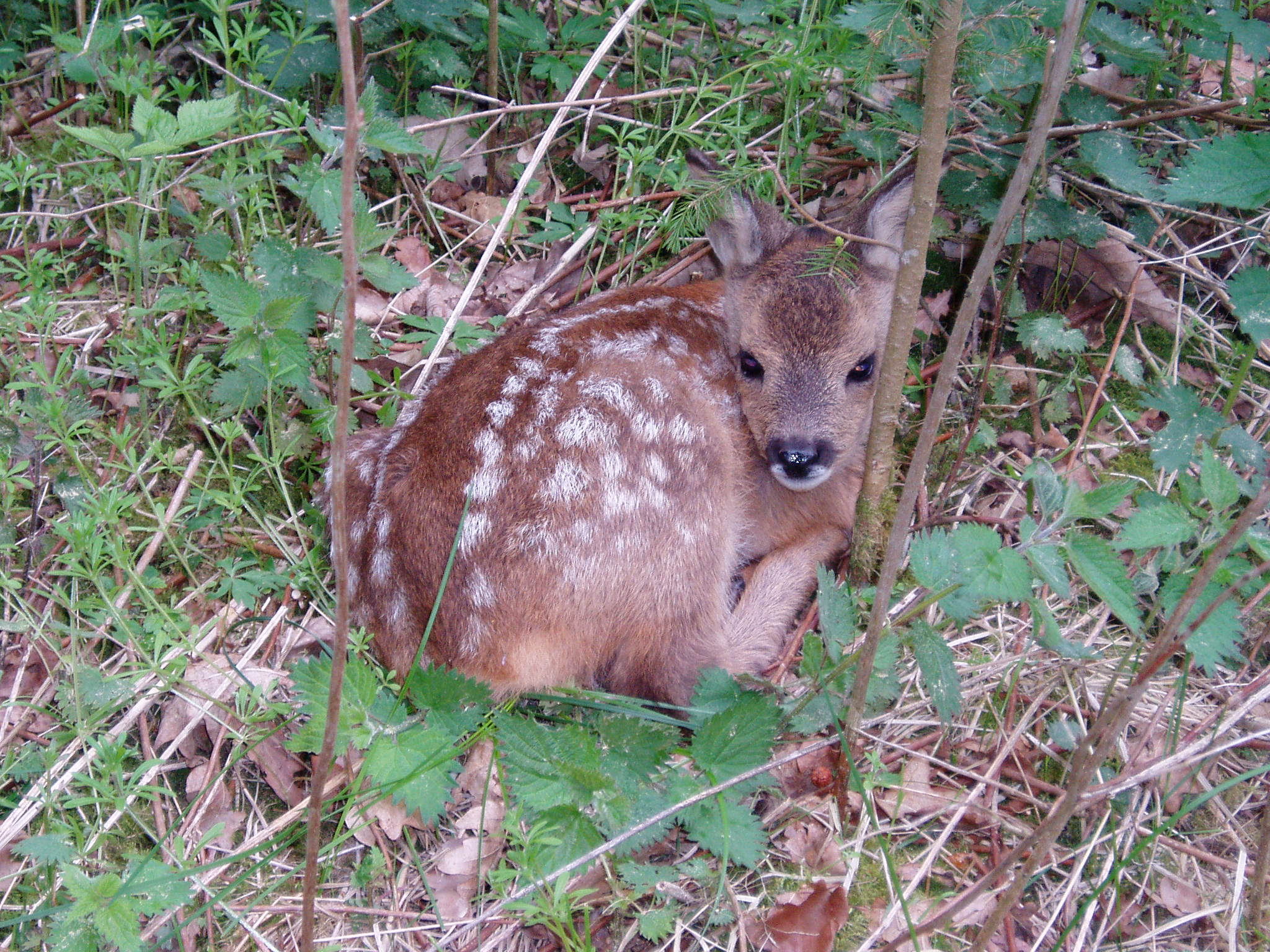
幼狍，2－3星期

一般來說，西方狍在野外生存最長的壽命為十年。除交配期间之外，一般独来独往。
夏季开始时，雄性开始为占据领域相互争斗。入秋之后，领域确定，雄性用各种方法吸引多个雌性，可能高声尖叫，也可能用角把落叶和泥土推开。雌狍靠近以后，雄狍马上追逐，在一个区域绕圈跑“8”字形，转弯时经常压倒矮小的灌木，行踪显眼，被当地人称为“狍圈”。
雌狍孕期为十个月，是鹿中最长的。一般生一雌一雄的双胞胎。幼狍背上有白斑，藏在高草地里，母亲每天多次哺乳，直至三个月左右断奶，幼狍会跟随母亲走出寻食。如果雌狍在幼狍附近发现其它动物或人的踪迹味道，便会抛弃幼狍，不再回到这个巢。
雌狍的性成熟年龄一般为16个月。

## 亚种
按照遗传基因资料，西方狍可分为以下亚种:
- C. c. italicus (Festa, 1925)，分布于意大利中南部。此亚种分布区狭窄，估计在2002年只有1万只。另外C. c. capreolus活动范围扩大，从意大利北部南下，两个亚种可能会杂交，致使这个亚种灭绝。
- C. c. garganta (Muenier, 1983)，分布于西班牙南部，主要在安达卢西亚。
- C. c. capreolus (Linnaeus, 1758)
- C. c. caucasicus (Sempéré et al., 1996，Lister et al. 1998)，分布于高加索山脉北部，体形较大。分类尚未正式确定。
- C. c. coxi (Harrison and Bates 1991)，分布于中东地区。

野生西方狍在以色列已经灭绝，现在正在重新引进。1997年2月，放养6只雌性和2只雄性，1998年又放雌雄各一只，1999年加放3只。引进是否成功还未确定。

## 文艺
迪士尼著名动画片小鹿斑比是一只白尾鹿，但是在原著小说中是一只西方狍。作者费利克斯·萨尔腾来自奥地利，奥地利是西方狍常见之地。而迪士尼公司在美洲，当地观众一般没有见过西方狍，因此改为美国常见的白尾鹿。